# Jan Tomanec
Jan Tomanec (3. října 1985) je bývalý český basketbalista naposledy hrající 1. ligu za tým BK Lions Jindřichův Hradec. Hraje na pozici nižšího pivota.
Je vysoký 204 cm, váží 113 kg.

## Kariéra
- 2003 - 2007 : BK SČE Děčín
- 2005 - 2007 : TJ Sokol Vyšehrad (střídavý start v nižší soutěži)
- 2007 - 2008 : BK Ústí nad Labem
- 2008 - 2009 : Basket Poděbrady
- 2009 - 2014 : BK Lions Jindřichův Hradec
- 2014 - 2016 : BK Prostějov
- 2016 - 2017 : MMCITÉ Brno
- 2017 - 2020  BK Lions Jindřichův Hradec

## Statistiky
| Sezóna   | Soutěž      | Odehrané minuty | Průměr na zápas | Body | Průměr na zápas |
| -------- | ----------- | --------------- | --------------- | ---- | --------------- |
| 2003/04  | Mattoni NBL | 87.9            | 5.2             | 20   | 1.2             |
| 2004/05  | Mattoni NBL | 256.8           | 9.9             | 91   | 3.5             |
| 2004/05  | Český pohár | 11.4            | 11.4            | 9    | 9.0             |
| 2005/06  | Mattoni NBL | 280.5           | 9.0             | 97   | 3.1             |
| 2005/06  | Český pohár | 25.9            | 12.9            | 14   | 7.0             |
| 2006/07* | Mattoni NBL | 138.2           | 8.1             | 51   | 3.0             |

 *Rozehraná sezóna - údaje k 20.1.2007 